# 野菜茶業研究所
野菜茶業研究所（やさいちゃぎょうけんきゅうじょ）は、農業・食品産業技術総合研究機構の研究所の一つ。

## 概要
もとは農林水産省に属し、農業研究技術を担っていた国立研究機関の野菜茶業試験場であった。2001年4月、独立行政法人農業技術研究機構の野菜茶業研究所となる（農業・食品産業技術総合研究機構#内部組織参照）。
三重県安芸郡安濃町（現・津市）に本所を置くほか、野菜研究及び実証を茨城県つくば市、茶業研究を静岡県島田市と鹿児島県枕崎市の拠点で行う。
2016年4月1日より野菜分野を野菜花き研究部門（所在地・つくば市）に、茶業分野を果樹茶業研究部門（所在地・つくば市）に組織変更。

## 歴代所長
- 吉岡宏 （2007年）
- 望月龍也（2008年）

## 組織
- 野菜育種・ゲノム研究領域
- 野菜病害虫・品質研究領域
- 野菜生産技術研究領域
- 茶業研究領域